# Hốt Lan
Hốt Lan (tiếng Mông Cổ: ᠬᠤᠯᠠᠨ, Chuyển tự Latinh: qulan, chữ Mông Cổ: Хулан, chữ Hán: 忽蘭, khoảng 1164 – khoảng 1215), còn gọi là Khulan, hay Qulan, thứ thất của Mông Cổ Đại đế Thành Cát Tư Hãn, đồng thời, bà là thứ hoàng hậu của Đế quốc Mông Cổ bấy giờ, người đứng đầu đệ nhị Oát Nhi Đóa dưới thời Thành Cát Tư Hãn. Vị trí của bà vào thời này chỉ đứng sau Đại Hoàng hậu Bột Nhi Thiếp (Börte), chính thất của chồng bà, người đứng đầu đệ nhất Oát Nhi Đóa.

## Tiểu sử
Hốt Lan là con gái của Dair-Usun, thủ lĩnh của liên minh Miệt Nhi Khất. Bà đã được gả đi khi cha bà đầu hàng trước quân Thành Cát Tư Hãn. Khi trở thành Khả hãn (Khan), chồng bà đã phong bà làm Khả đôn (Khatun), tức hoàng hậu của ông.

## Thứ thất của Thành Cát Tư Hãn
Cũng như các thê thiếp khác của Thành Cát Tư Hãn, Hốt Lan được ban tặng một ordo (phủ cung, vùng lãnh thổ được ban cho các hoàng hậu của hoàng đế, giống như nơi tiềm để của giai cấp quý tộc nhưng rộng lớn hơn). Dãy núi Khentii lúc này được tặng cho bà như một vùng lãnh thổ riêng.
Được Thành Cát Tư Hãn rất sủng ái, bà là vị hoàng hậu gần như duy nhất luôn dành phần lớn thời gian bên cạnh, chăm sóc, và chinh chiến cùng ông, nổi bật là cuộc tây tiến chinh phạt Nhà Khwarezm-Shah. Và cứ thế bà tiếp tục theo ông viễn chinh chi đến khi bà qua đời trong khoảng thời gian các chiến dịch quân sự chống lại các triều đại Ấn Độ diễn ra.

## Gia quyến
- Cha: Dair-Usun, thủ lĩnh liên minh Miệt Nhi Khất.
- Mẹ: không rõ
- Chồng: Thành Cát Tư Hãn (1162 - 1227), Hoàng đế của Đế quốc Mông Cổ.
  - Con trai: Gelejian Borjigin.
  - Con trai: Kulkan Borjigin (1188 - 1238).
  - Con trai: Kharachar Borjigin (1190 - ?).

## Trong văn hóa đại chúng
Hốt Lan Khả Đôn (Khulan Khatun) đã được khắc họa trong một bộ phim Nhật Bản sản xuất năm 2007 mang tên Genghis Khan: To the Ends of the Earth an Sea (Thành Cát Tư Hãn: Con đường đến tận cùng của Trái đất và Biển cả), do diễn viên kiêm người mẫu người Hàn Quốc Go Ara thủ vai.